# جی بندیکت
جی بندیکت (انگلیسی: Jay Benedict؛ ‏ ۱۱ آوریل ۱۹۵۱ – ۴ آوریل ۲۰۲۰) هنرپیشه اهل ایالات متحده آمریکا بود. وی بین سال‌های ۱۹۶۳ تا ۲۰۱۷ میلادی فعالیت می‌کرد.
از فیلم‌ها یا برنامه‌های تلویزیونی که وی در آن نقش داشته‌است، می‌توان به بیگانه‌ها، شوالیه تاریکی برمی‌خیزد، در امتداد درخشش، کارمن، خیابان هانوور، انقلاب فرانسه، ویکتور ویکتوریا، آرکی‌او ۲۸۱، تیم دونفره، بومارشه، گستاخ، تایرنت لو بلانک، پیرمرد صدساله‌ای که از پنجره فرار کرد و ناپدید شد، لیلیهامر، شارل کبیر و آی تی اشاره کرد.
وی در ۴ آوریل ۲۰۲۰ بر اثر ابتلا به بیماری کرونا درگذشت.